# 雨喜び
雨喜び（あまよろこび）は、農作業に関する行事の一つ。夏土用の頃、長日照りが続いて草木が勢いを失い、稲が枯れそうになったところで恵みの雨が降ると仕事を休み酒などが酌み交わされた。歳時記では喜雨とも呼ぶ。

## 雨喜びの実例
- 兵庫県丹波篠山市市旧西紀町地区では、6月に入り日照りが続いたあとに雨が降ると、その翌日は農作業が休みとなった。雨喜びにするかどうかの決定権は区長（自治会長）にあり、連絡も担当した。また、田植えが適度な雨の中で無事終わったあとも、雨喜びとして次の日を休みにすることがあった[2]。
- 三重県阿山郡玉滝村（その後幾度の変遷を経て現・伊賀市）では、夏に20日以上の晴天が続いた後に豪雨が降った場合、農家はその日の午後を休みとした。その反対に、陽気喜びという行事もあり、気候に恵まれて風雨による被害や旱魃に合わず稲がよく育った時は、8月中に１回、9月中に1回半日ずつを休みとした。これらの休日は村役場から各大字、大字から各戸へ通達された。この日は賄いとして普段の麦飯は用いられず、酒と米飯、副食として一二品の野菜で恵みの雨を祝った[3]。